# Paul Goldschmidt
Paul Edward Goldschmidt (10 de septiembre de 1987) es un primera base estadounidense de béisbol profesional que juega para los New York Yankees de las Grandes Ligas. Anteriormente jugó con los Arizona Diamondbacks y St. Louis Cardinals.
Goldschmidt ha participado en siete Juegos de Estrellas, y ha sido galardonado con cuatro Guantes de Oro, cinco Bates de Plata y dos Premio Hank Aaron.

## Carrera profesional

### Arizona Diamondbacks
Goldschmidt fue seleccionado en la octava ronda del draft de 2009 por los Diamondbacks de Arizona. Ese mismo año tuvo un gran desempeño en la liga de novatos con los Missoula Osprey, donde bateó para promedio de bateo de .334 con 18 jonrones y 62 carreras impulsadas.
En 2010 continuó con éxito su paso por las ligas menores, donde fue reconocido como el Jugador Más Valioso de la California League y fue nombrado como el mejor jugador de ligas menores de los Diamondbacks, reconocimiento que también ganó en 2011 jugando en Clase AA.

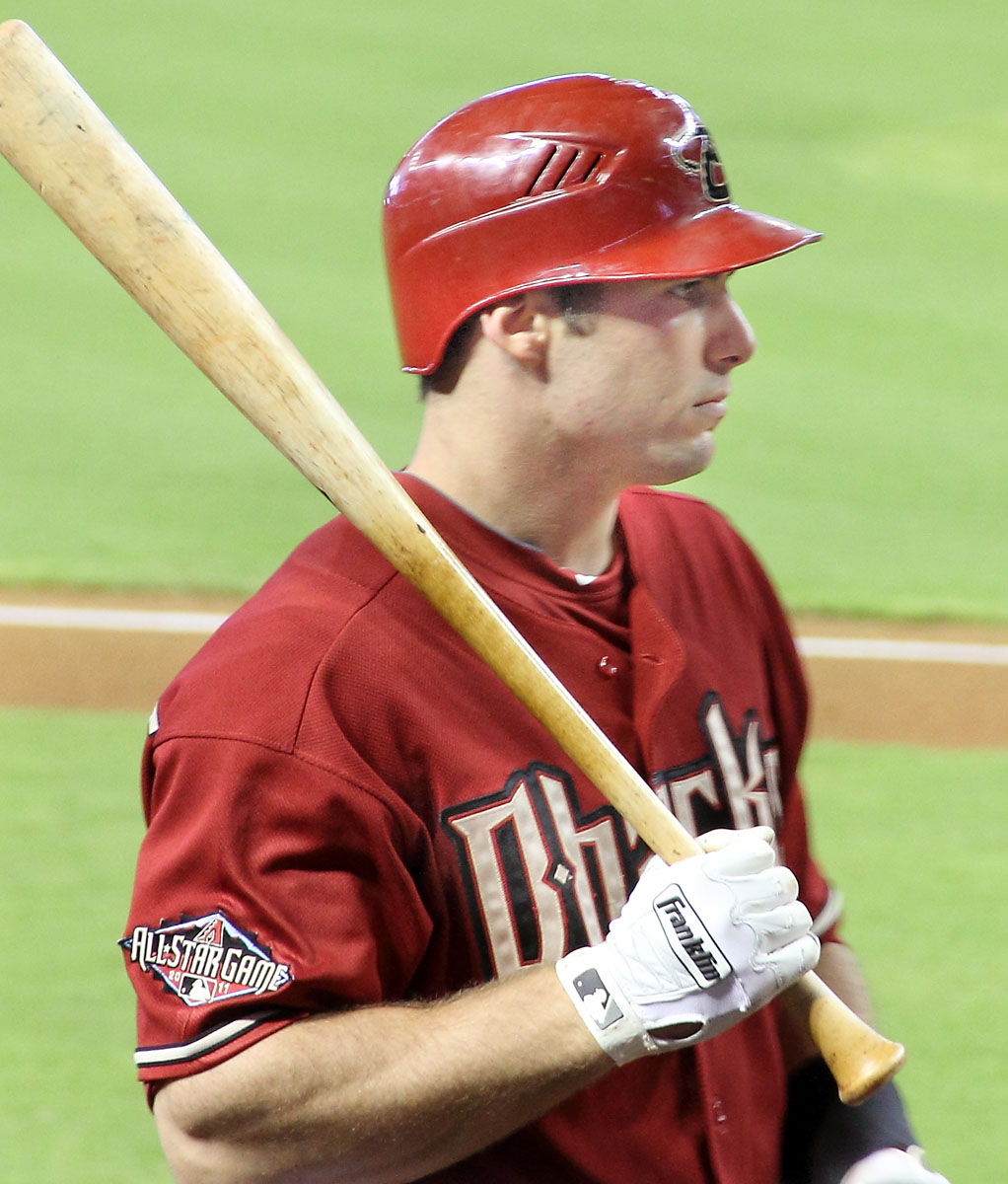
Goldschmidt en 2011.

El 1 de agosto de 2011 fue llamado a Grandes Ligas por los Diamondbacks, y ese mismo día conectó el primer hit de su carrera en su primer turno al bate. Al siguiente día conectó su primer jonrón, ante el lanzador Tim Lincecum de los Gigantes de San Francisco. Finalizó su temporada como novato con promedio de .250, ocho jonrones y 26 impulsadas en 48 juegos.
En 2012, Goldschmidt participó en 145 juegos y bateó para promedio de .286 con 20 jonrones, 82 carreras anotadas, 82 impulsadas, 43 dobles y 18 bases robadas. A lo largo de la temporada conectó tres grand slams, el primero de ellos el 1 de junio ante Carlos Mármol de los Cachorros de Chicago.
Durante la temporada 2013, fue elegido a su primer Juego de Estrellas. En 160 juegos, bateó para .302 y lideró la Liga Nacional con 36 jonrones y 125 impulsadas, por lo que fue reconocido con el Premio Hank Aaron y el Bate de Plata como primera base, además de ganar el Guante de Oro por su desempeño defensivo en la misma posición.
En 2014, bateó para promedio de .300 con 19 jonrones, 75 anotadas y 69 impulsadas antes de que el 1 de agosto quedara fuera de acción por el resto de la temporada debido a una rotura en la mano. Sin embargo, fue escogido como el primera base titular de la Liga Nacional en el Juego de Estrellas.
El 10 de junio de 2015, Goldschmidt conectó su jonrón 100 en Grandes Ligas, ante Brett Anderson (en:) de los Dodgers de Los Ángeles. Nuevamente fue elegido como el primera base titular para el Juego de Estrellas, y ganó sus segundos Bate de Plata y Guante de Oro luego de registrar promedio de .321 con 33 jonrones y 110 impulsadas en la temporada 2015.
En 2016, Goldschmidt registró promedio de .297 con 24 jonrones, 106 anotadas y 95 impulsadas en 579 turnos al bate, y fue elegido a su cuarto Juego de Estrellas de forma consecutiva.
En 2017, fue elegido a su quinto Juego de Estrellas consecutivo. El 13 de septiembre, conectó el hit 1,000 de su carrera en las mayores. Finalizó la temporada con promedio de .297, 36 jonrones y 120 impulsadas en 558 turnos al bate, por lo que fue premiado con su tercer Bate de Plata e igualmente recibió su tercer Guante de Oro. También quedó en el tercer lugar de la votación al Jugador Más Valioso de la Liga Nacional.
En 2018, Goldschmidt inició la temporada con problemas de bateo, ya que hasta el mes de mayo registró un bajo promedio de .198. Sin embargo, mejoró en el mes de junio hasta el punto de recibir el reconocimiento como Jugador del Mes de la Liga Nacional por primera vez en su carrera y participar en su sexto Juego de Estrellas consecutivo. Finalizó la temporada con promedio de .290, 33 jonrones, 95 carreras anotadas y 83 impulsadas, por lo que fue premiado con su cuarto Bate de Plata.

### St. Louis Cardinals
El 5 de diciembre de 2018, los Diamondbacks transfirieron a Goldschmidt a los Cardenales de San Luis a cambio de Luke Weaver, Carson Kelly, Andy Young y una selección del draft de 2019.
El 23 de marzo de 2019, Goldschmidt y los Cardenales acordaron una extensión de contrato de cinco años por un valor de $130 millones. El acuerdo se convirtió en el más grande en la historia del equipo, eclipsando el contrato de siete años y $120 millones con Matt Holliday firmado en 2010. En su segundo juego con los Cardenales, contra los Cerveceros de Milwaukee, conectó tres jonrones y se convirtió en el primer jugador en la historia de las Grandes Ligas en conectar tres jonrones en su primer o segundo juego con un nuevo equipo. El 26 de julio de 2019, en un juego contra los Astros de Houston, Goldschmidt alcanzó una racha de seis jonrones en seis juegos consecutivos por primera vez en su carrera, igualando también el récord de franquicia de los Cardenales previamente establecido por Matt Carpenter y Mark McGwire. Fianlizó el 2019 con una línea ofensiva de .260/.346/.476 con 34 jonrones y 97 carreras impulsadas en 161 juegos. En defensa, tuvo el mejor porcentaje de fildeo de todos los primera base de las Grandes Ligas (.996).
En 2020, Goldschmidt apareció en 58 juegos donde bateó .304/.417/.466 con seis jonrones y 21 carreras impulsadas en 231 turnos al bate. El 28 de octubre de 2020 se sometió a una cirugía para que le extrajeran un espolón óseo del codo derecho.
El 13 de abril de 2021, contra los Nacionales de Washington, Goldschmidt conectó el jonrón número 250 de su carrera. Terminó la temporada 2021 con 603 turnos al bate en 158 juegos, registrando .294/.365/.514 con 31 jonrones y 99 carreras impulsadas. Ganó esu cuarto Guante de Oro en primera base, siendo uno de los cinco Cardenales (un récord de la MLB) en ganar el premio.
En 2022, Goldschmidt fue nombrado primera base titular de la Liga Nacional en el Juego de Estrellas, jugado en el Dodger Stadium, donde conectó su primer cuadrangular en este evento. Al final de la temporada, Goldschmidt lideró la Liga Nacional con un porcentaje de slugging de .578 y OPS de .981 mientras ocupó el segundo lugar con 115 carreras impulsadas, 324 bases totales y un porcentaje de embase de .404. Su promedio de bateo de .317 y 35 jonrones lo ubicaron tercero y quinto respectivamente en la Liga Nacional. Fue nombrado ganador del Premio Hank Aaron de la Liga Nacional de 2022 y fue nombrado finalista del premio al Jugador Más Valioso de la Liga Nacional junto con su compañero de equipo Nolan Arenado y Manny Machado. Goldschmidt recibió su quinto premio Bate de Plata, lo que le otorgó el récord de todos los tiempos para un primera base. El 17 de noviembre, Goldschmidt ganó su primer premio al Jugador Más Valioso de la Liga Nacional, obteniendo 22 de 30 votos de primer lugar. Además de ser ganador del premio al jugador más destacado de esa temporada, dicho ganador es elegido cada año por los mismos jugadores de la MLB.
En 2023, luego de participar en la MLB London Series, se convirtió en el único jugador en la historia de la MLB en jugar en algún juego de temporada regular en cinco países diferentes, siendo estos los Estados Unidos, Australia , México , Canadá y el Reino Unido.
En 2024, Goldschmidt conectó su hit número 2000 en su carrera, conectando un cuadrangular impulsor de dos carreras en la décima entrada contra los Nacionales de Washington con Kyle Finnegan en el montículo. Con dicho hit, Goldschmidt se convirtió en el jugador número 295 en la historia de las Grandes Ligas en alcanzar los 2000 hits y es actualmente el quinto jugador activo en lograr ese hito. Desafortunadamente, los Cardinals perdieron ese juego.

### New York Yankees
El 21 de diciembre, firmó un acuerdo de un año y 12.5MDD con los New York Yankees, luego de no ser renovado por los Cardinals tras el vencimiento de su contrato.